# Didemnum immundum
Didemnum immundum är en sjöpungsart som beskrevs av Romanov 1974. Didemnum immundum ingår i släktet Didemnum och familjen Didemnidae. Inga underarter finns listade i Catalogue of Life.